# براندي جونسون
براندي جونسون (بالإنجليزية: Brandy Johnson)‏ هي لاعبة جمباز فني أمريكية، ولدت في 30 أبريل 1973 في تالاهاسي في الولايات المتحدة.

## وصلات خارجية
- براندي جونسون على موقع اللجنة الأولمبية الدولية (الإنجليزية)
- براندي جونسون على موقع أوليمبيديا (الإنجليزية)
- براندي جونسون على موقع IMDb (الإنجليزية)